# Jean-Baptiste de Latil
Jean-Baptiste Marie Antoine de Latil, comte puis duc de Latil, pair de France, ecclésiastique français, est né le 6 mars 1761 dans l'Île Sainte-Marguerite et mort à Gémenos le 1er décembre 1839. Il est le dernier à avoir couronné un roi de France en la personne de Charles X en 1825.

## Biographie

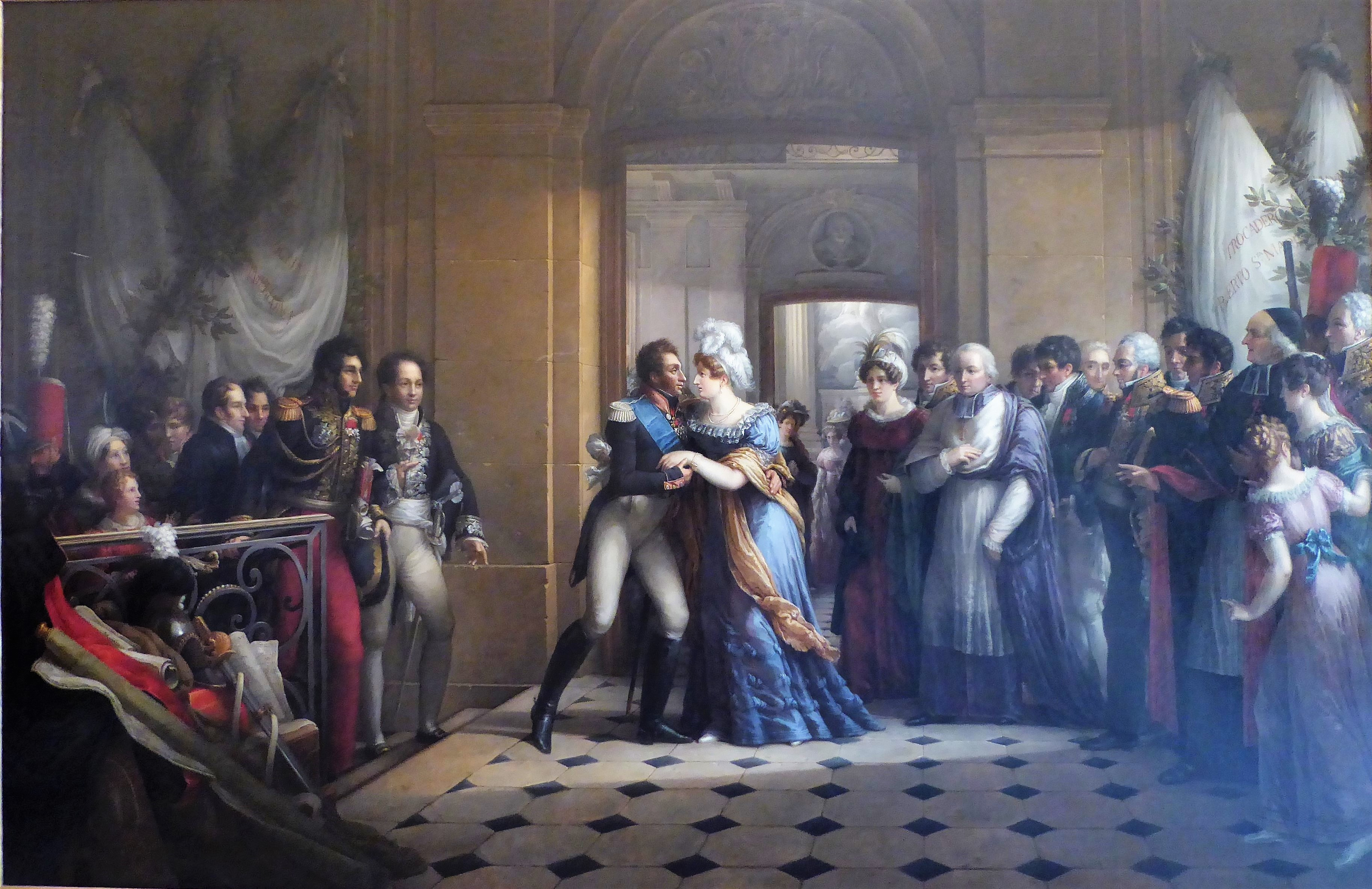
Entrevue du duc et de la duchesse d'Angoulême, à Chartres, en 1823 au palais épiscopal de Chartres, par Garnier, 1826 (voir "notes" sur la photo dans Commons).

Fils d'Antoine de Latil, capitaine au régiment de Provence, lieutenant du roi, commandant des îles sainte-Marguerite et de Saint-Honorat de Lérins, chevalier de l'ordre de Saint-Louis, et de Gabrielle Thérèse de Magny, Jean-Baptiste de Latil est né à l'île Sainte-Marguerite le 6 mars 1761. Il est le neveu de Louis Denis Borély, premier échevin de Marseille (lui-même oncle de Louis Joseph Denis Borély).
Ordonné prêtre en 1784, il officie en la Église Saint-Sulpice de Paris.
En 1791, il refuse de prêter serment à la constitution civile du clergé. Emprisonné, il part ensuite pour Düsseldorf et, en 1799, il devient aumônier personnel du comte d'Artois, futur Charles X, qu'il suit dans son exil au Royaume-Uni au château d'Holyrood.
Revenu en France lors de la Restauration, il est nommé évêque titulaire in partibus d'Amyclées (de) le 8 mars 1816 et consacré le 7 avril 1816, puis nommé évêque de Chartres le 8 août 1817. Il est nommé pair de France le 31 octobre 1822.
Archevêque de Reims le 6 avril 1824, il élevé à la dignité de chevalier de l'ordre du Saint-Esprit le 12 mai 1825. Il sacre le roi Charles X le 29 mai 1825 puis est élevé à la dignité de cardinal lors du consistoire du 13 mars 1826, avec le titre de cardinal-prêtre de Saint Sixte.
Cependant, il accompagne Charles X dans son nouvel exil après la révolution de 1830.
Il meurt à Gémenos (Bouches-du-Rhône) le 1er décembre 1839 et est inhumé dans le caveau des archevêques de la cathédrale Notre-Dame de Reims.

## Succession apostolique
Jean-Baptiste de Latil a ordonné les évêques suivants :
- Évêque Alexandre-Charles-Louis-Rose de Lostanges (1821)
- Évêque René-François Soyer (1821)
- Évêque Charles-François-Marie Petit-Benoit de Chaffoy (1821)
- Évêque Jean-Pierre de Gallien de Chabons (1822)
- Cardinal Louis-Jacques-Maurice de Bonald (1823)
- Évêque François-Antoine Arbaud (1823)
- Évêque Fortuné-Charles de Mazenod (1823)
- Évêque Jean-Baptiste-François-Nicolas Millaux (1823)
- Évêque Augustin de Mailhet de Vachères (1825)
- Évêque Jules-François de Simony (1825)
- Évêque Étienne Blanquet de Rouville (1828)
- Cardinal Joachim-Jean-Xavier d'Isoard (1829)

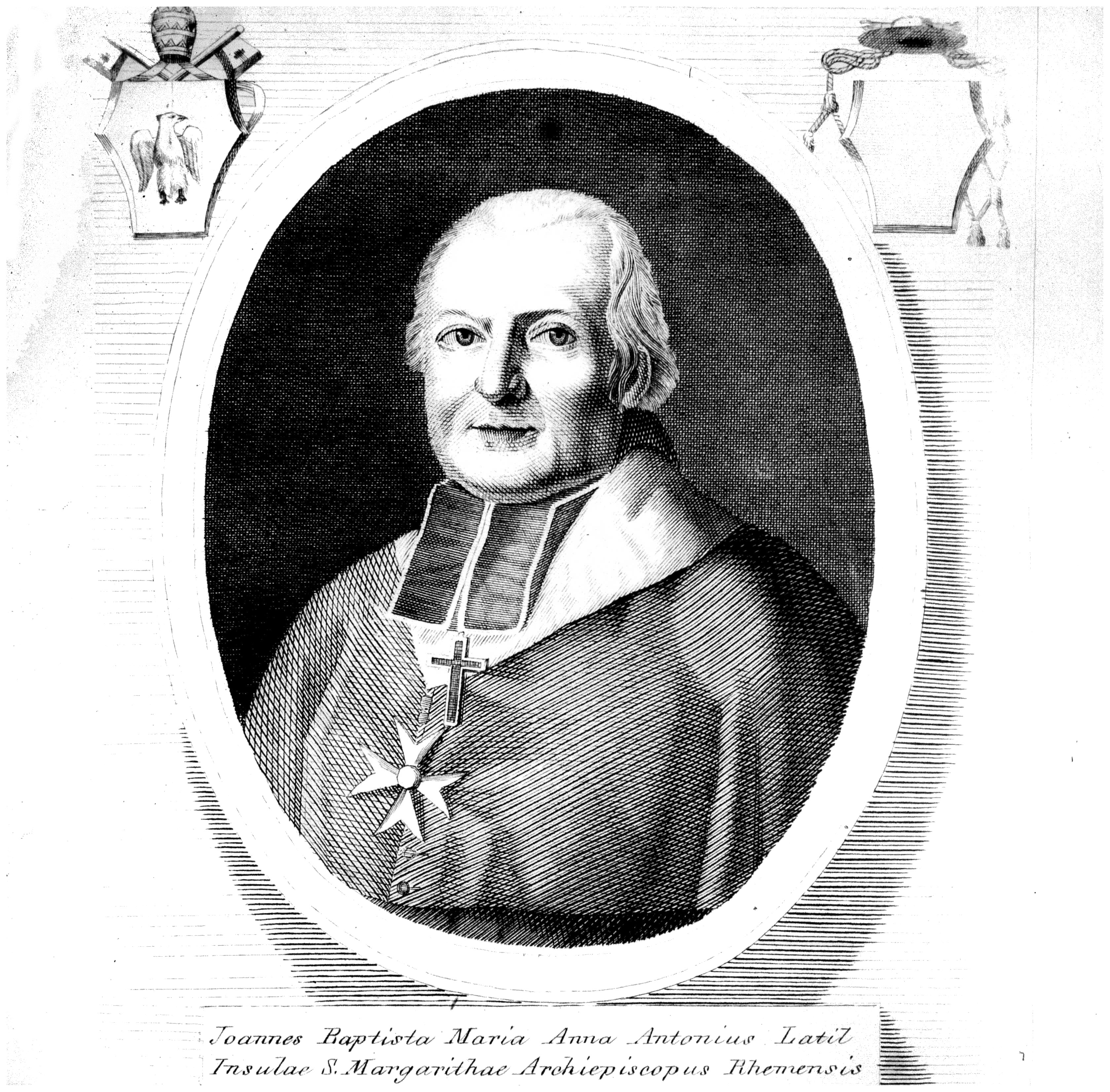
Son portrait,
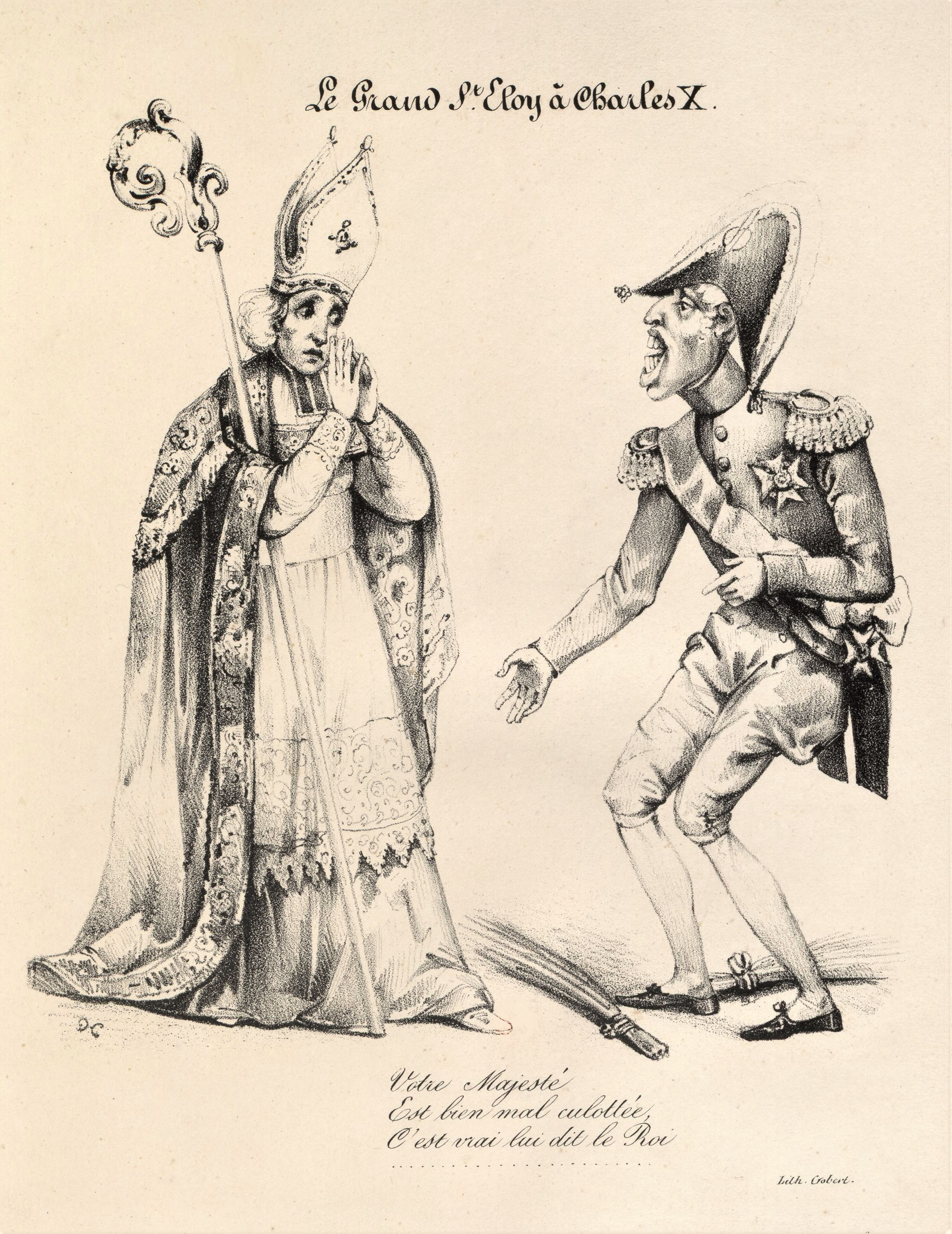
brocardé pour son...
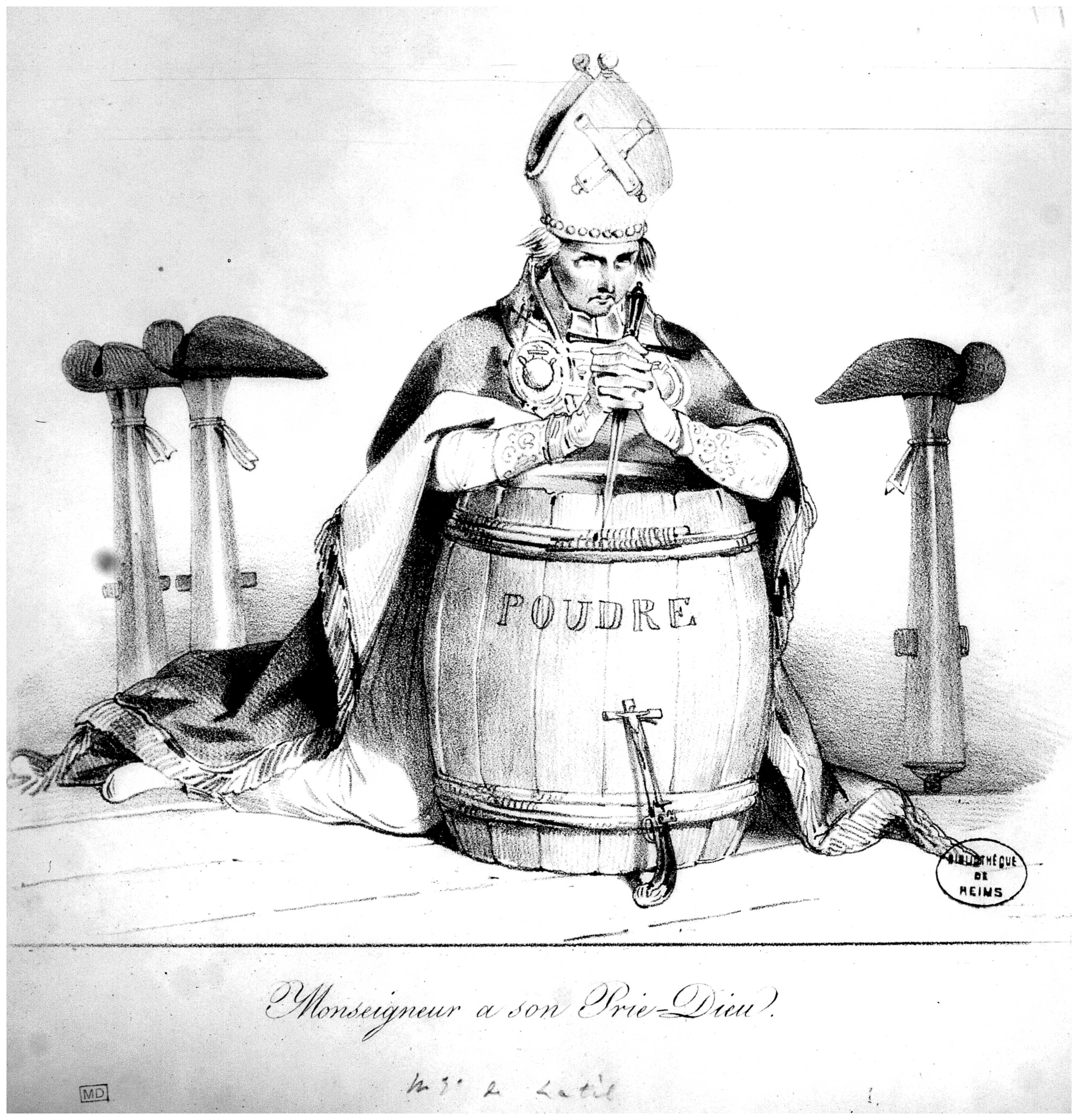
...positionnement politique.
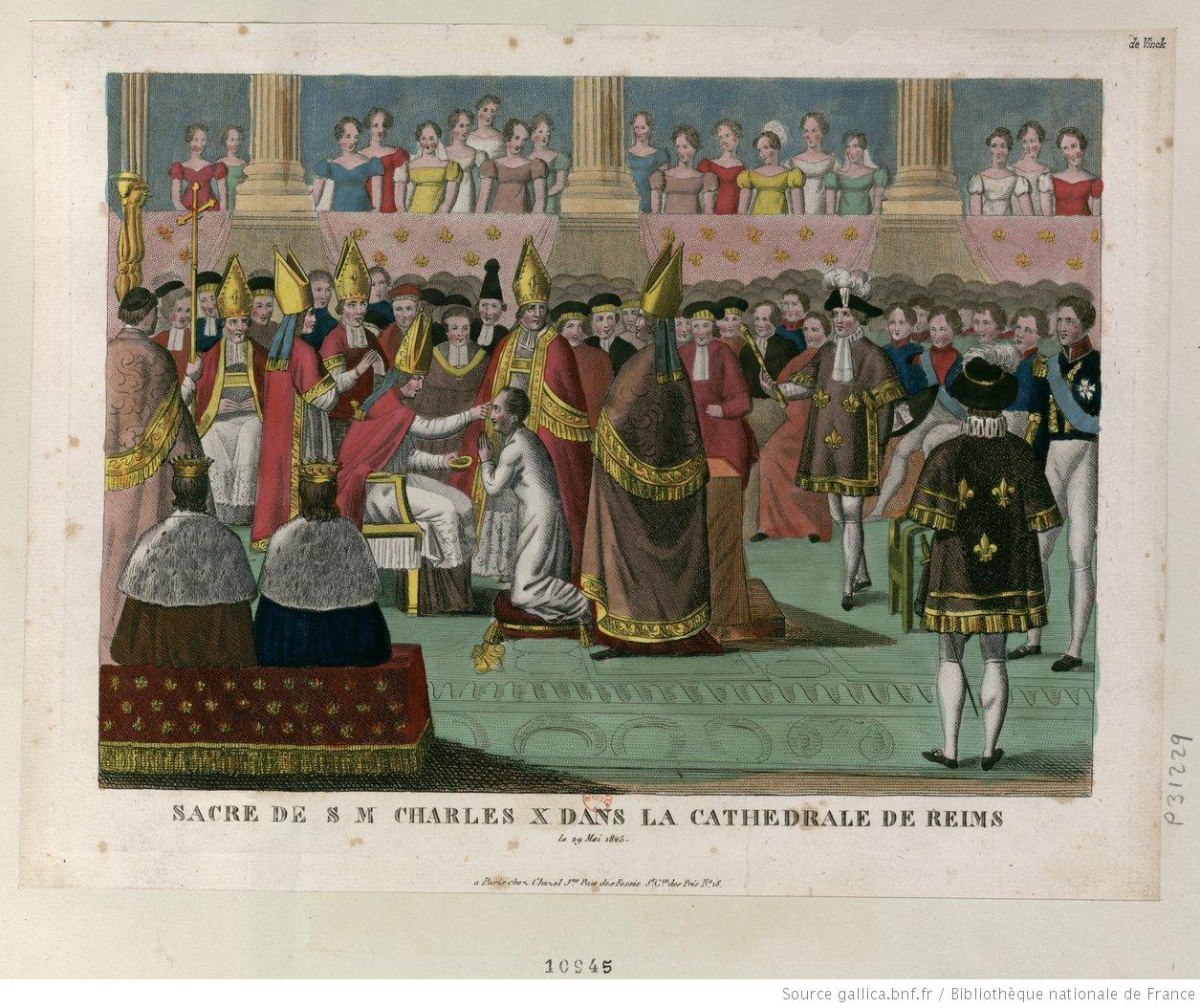
Assis devant Charles X lors du couronnement en la cathédrale de Reims.